# Tain (vattendrag)
Tain är ett vattendrag i Ghana. Det ligger i den centrala delen av landet, 400 km nordväst om huvudstaden Accra.